# Fibigia macrocarpa
Fibigia macrocarpa är en korsblommig växtart som först beskrevs av Pierre Edmond Boissier, och fick sitt nu gällande namn av Pierre Edmond Boissier. Fibigia macrocarpa ingår i släktet Fibigia och familjen korsblommiga växter. Inga underarter finns listade i Catalogue of Life.